# Крістіан Валур Інгольфссон
Крістіан Валур Інґольфссон (нар. 28 жовтня 1947) - ісландський прелат, богослов і викладач, який був єпископом Скальхольта і суфраганом єпископа Ісландії з 2011 по 2018 рік.

## Раннє життя
Крістіан Валур Інґульфссон народився 28 жовтня 1947 року в Гренівіку, в Лауфаспрестакаллі, Ісландія, у родині Гольмфріра Бйорнсдоттіра та Інґульфур Бенедіктссон. У них було десятеро дітей, і Крістіан Валур - шоста дитина.

## Освіта
Після отримання диплому про повну середню освіту в Гренівіку та навчання в домашній школі Сіґуртура Ґурмундссона в Гренярсстаурі одну зиму, він провчився два роки в Лауґурі в Рейк'ядалурі. Він відвідував школу в Лаугарватн з 1964 по 1968 рік і склав там іспит на атестат зрілості. Закінчив богословський факультет Ісландського університету в 1968 році зі ступенем кандидата богослов'я. Він також вивчав освітнє богослов'я в Гейдельберзькому університеті в Німеччині в 1977-1984 і знову в 1996-1997 роках.

## Роботи
Валур написав низку статей у Церковній літературі, а також серію богословських статей, книжкових розділів і гімнів, заснованих на псалмах і пісенниках.

## Єпископ
Крістіан Валур був обраний єпископом у серпні 2011 року і був висвячений на єпископа 18 вересня 2011 року єпископом Ісландії Карлом Сіґурбйорнссоном у співслужінні Матті Репо, єпископа Таммерфорсу, та Давида Хаміда, єпископа-суфрагана в Європі, в катедральному соборі Скалхольта.

## Особисте життя
Крістіан Валур і Марґрет Боасдоттір, співачка і керівник хору, одружені вже 40 років. У них двоє синів, один з яких - модельєр, а інший - співак.